# 30 anni in 1 secondo
30 anni in 1 secondo (13 Going on 30) è un film del 2004 diretto da Gary Winick.
Il film è una commedia romantica fantastica incentrata sul viaggio nel tempo della protagonista, interpretata da Jennifer Garner.

## Trama
1987. Jenna Rink è una ragazza delle scuole medie insoddisfatta della propria vita. Infatti è sfruttata dalle ragazze del "sestetto", le ragazze più popolari della scuola e di cui vorrebbe fare parte, mentre dall'altro lato ha una cotta non corrisposta per Chris Grandy, il ragazzo più carino della scuola. L'unico che le dà conforto è il suo migliore amico Matt Flamhaff, impacciato, allegro, appassionato di fotografia e segretamente innamorato di Jenna. Il giorno in cui compie 13 anni Jenna invita il "sestetto" a casa sua per una festa, ma la capobanda Lucy "Tom-Tom" Wyman le dice che né Chris Grandy né loro sei possono venire perché devono ancora scrivere una tesina per la scuola. Jenna, felice alla notizia che anche Chris voglia andare a casa sua, promette di scrivere le tesine per tutti loro, così che abbiano tempo per la festa.
Il pomeriggio, prima che arrivino gli invitati, Matt dà all'amica il suo regalo di compleanno: la casa di Barbie che ha sempre voluto, ma arredata come casa di Jenna. Sparge poi della "polvere magica dei desideri" sul tetto della casa. All'arrivo del sestetto, Tom-Tom propone a Jenna di giocare a "sette minuti in paradiso". Mentre, nello stanzino, la festeggiata aspetta bendata che arrivi il ragazzo per cui ha una cotta, le ragazze e i loro amici ne approfittano per svignarsela con il cibo e le tesine scritte da Jenna. Quando Matt apre la porta dello sgabuzzino ci trova Jenna e prova a baciarla ma lei, accorgendosi di essere stata presa in giro, lo spinge via e si rinchiude nello stanzino, piangendo e desiderando di essere una trentenne "vincente e seducente", mentre la polvere magica di Matt si sparge su di lei cadendo dalla casa delle bambole.
Così, la mattina seguente, Jenna si sveglia in un lussuoso appartamento di New York con il corpo di una bella trentenne. Il suo sogno si è avverato: è il 2004 e Jenna, all'inizio sconvolta e sconcertata - in particolare dall'uomo nudo nella sua doccia - capisce che sono trascorsi 17 anni senza che lei ricordi nulla di quanto accaduto dopo aver espresso il desiderio. Jenna scopre di essere, insieme alla migliore amica Lucy (Tom-Tom), la caporedattrice della sua rivista preferita Poise. Ma l'azienda è in crisi, costantemente in ombra della rivale Sparkle che, probabilmente grazie ad un infiltrato a Poise, copia tutti i suoi scoop. Jenna, mentalmente rimasta la tredicenne del giorno prima, sempre confusa e impaurita, vuole solo trovare "Matty", il suo migliore amico.
Ottenuto l'indirizzo, bussa alla porta dell'amico, anche lui ormai grande e oltre a scoprire che Matt si paga da vivere facendo il fotografo, nota che ora lui le parla in modo molto distaccato. Infatti le dice di non poterla aiutare a ricordare la sua vita perché sono anni che loro due si sono persi di vista. Così Jenna, grazie all'album del liceo, capisce di aver ottenuto tutto ciò che desiderava (era diventata la capobanda del sestetto e la ragazza di Chris Grandy), e comincia a godersi il suo nuovo presente, tra tantissimi bei vestiti e una nuova libertà, facendo anche amicizia con la sua vicina di casa di 13 anni. Vivendo però la sua vita da trentenne di successo si rende presto conto che la sua versione più grande è quella di una persona spregevole: scopre di tradire il suo ragazzo con il marito di una collega, non vuole avere contatti con i genitori, tratta male i suoi colleghi rubando le loro idee e licenziandoli, e anche la sua presunta amica Lucy la odia.
Dopo aver saputo da Matt, l'unico suo vero amico, di essersi comportata malissimo anche con lui, ignorandolo non appena entrata a far parte del sestetto, Jenna si rifugia nella sua vecchia casa nel New Jersey, dove ancora vivono i genitori e si chiude nello stanzino a piangere, esattamente come nel giorno del suo tredicesimo compleanno. I suoi genitori la confortano e Jenna, grazie ai consigli della madre, decide di poter ancora cambiare la sua vita e così torna a New York. Qui fa rinascere la sua amicizia con Matt, assumendolo per le fotografie del suo nuovo progetto per far risollevare Poise dalla crisi. Nonostante lui abbia una fidanzata a Chicago, Wendy, e si stia per sposare tra poche settimane, Jenna e Matt passano felicemente molto tempo insieme e finiscono per innamorarsi. Il progetto e le foto riscuotono successo tra i colleghi e il capo di Jenna, ma Lucy, scoperto che la causa del successo di Sparkle erano proprio delle lettere spedite in segreto da Jenna, manda a monte il suo progetto vendendolo all'azienda nemica in cambio di un incarico migliore.
Jenna è disperata, la sua carriera è rovinata e il suo migliore amico di cui è innamorata si sta per sposare. Per cercare di parlare con Matt, decide di raggiungerlo anche se si sta preparando per il matrimonio. Piomba segretamente a casa sua, ma è troppo tardi: anche se Matt ammette di essere sempre stato innamorato di lei, le loro vite sono andate avanti e loro devono fare altrettanto. Come regalo d'addio, Matt le da la vecchia casa per le bambole datale anni prima (e che, nel frattempo, Jenna aveva distrutto). Jenna, piangendo, esce dalla stanza e si rifugia dietro la casa desiderando di poter tornare a 13 anni per riparare quello che ora non è più riparabile. Dalla vecchia casa di bambole si sparge un po' della stessa polvere magica che vi era rimasta e così, magicamente, Jenna ritorna ai suoi 13 anni, chiusa dentro lo stanzino. Questa volta, quando Matt apre la porta, invece di spingerlo via, Jenna lo bacia felice. Poi insulta Tom-Tom, strappandole la tesina e uscendo dalla casa mano nella mano con il suo migliore amico. Un'ellissi ci mostra quindi com'è Jenna trentenne ora che ha cambiato la sua storia: si è sposata con Matt, non ha un rapporto troncato con i genitori e ha una casa uguale a quella delle bambole dove lei  e Matt vivono insieme felicemente sposati.

## Colonna sonora
La colonna sonora contiene canzoni appartenenti agli anni ottanta di Michael Jackson, di Madonna, di Vanilla Ice, di Liz Phair e altri artisti rappresentativi di quel decennio.
1. Thriller - Michael Jackson
2. Head Over Heels – The Go-Go's
3. Jessie's Girl – Rick Springfield
4. Burning Down the House – Talking Heads
5. Mad About You – Belinda Carlisle
6. I wanna dance with somebody (Who loves me) - Whitney Houston
7. What I Like About You – Lillix
8. Ice Ice Baby – Vanilla Ice
9. Crazy for You – Madonna
10. Vienna – Billy Joel
11. Why Can't I? – Liz Phair
12. Tainted Love – Soft Cell
13. Love Is a Battlefield – Pat Benatar
14. Will I Ever Make It Home – Ingram Hill